# Richard von Volkmann
Richard von Volkmann (ur. 17 sierpnia 1830 w Lipsku, zm. 28 listopada 1889 w Jenie) – niemiecki chirurg, poeta i baśniopisarz.
Syn Alfreda Wilhelma Volkmanna. W 1867 został profesorem chirurgii w Halle. Był jednym z pierwszych propagatorów nauki Josepha Listera o antyseptyce w Niemczech. W 1878 roku przeprowadził jako pierwszy operację resekcji odbytnicy nacieczonej przez raka. Opublikował też wyniki badań nad występowaniem raka moszny u robotników stykających się z parafiną. W 1881 roku opublikował wyniki badań dotyczących przykurczu spowodowanego niedokrwieniem (przykurcz Volkmanna). Zajmował się także operacyjnym leczeniem gruźlicy kości, gdzie zamiast stosowanej dotychczas amputacji stosował wyłyżeczkowanie gruźliczaka i jego otoczenia za pomocą wymyślonego przez siebie instrumentarium. Poza pracą naukową publikował wiersze i baśnie pod pseudonimem Richard Leander.